# Joris Delbove
Joris Delbove (Troyes, 15 juni 2000) is een Frans wegwielrenner en veldrijder die anno 2025 rijdt bij TotalEnergies.

## Carrière
Als junior won Delbove in oktober 2017 de veldrit in Besançon, die deel uitmaakte van de Coupe de France. Op de weg werd hij negen maanden later zesde in de Alpenklassieker.
In het veldritseizoen 2021/22 was Delbove de beste in de Coupe de France voor beloften. In de laatste manche, in zijn geboortestad Troyes, werd hij tweede, wat hem genoeg punten opleverde om de klassementsleider Florian Richard Andrade voorbij te gaan. Op de weg maakte hij in 2022, na een jaar eerder al stage te hebben gelopen, de overstap naar St Michel-Auber93. In augustus 2023 won hij het jongerenklassement in de Ronde van de Ain. In oktober van dat jaar werd hij vierde in de door Riley Sheehan gewonnen Parijs-Tours.
In 2025 maakte Delbove de overstap naar Team TotalEnergies. Eind februari behaalde hij zijn eerste profoverwinning door de vierde etappe in de Ronde van Rwanda te winnen. In de slotfase van de rit plaatste hij een aanval en bleef uit de greep van de achtervolgende groep, waar Brady Gilmore net naast zijn derde etappezege op rij greep.

## Overwinningen
2017
Cyclocross Besançon, Junioren
2021
Eindklassement Coupe de France, Beloften
2023
Jongerenklassement Ronde van de Ain
2024
Eindklassement Ronde van de Elzas
2025
4e etappe Ronde van Rwanda

## Ploegen
- 2021 –  St Michel-Auber93 (stagiair vanaf 1 augustus)
- 2022 –  St Michel-Auber93
- 2023 –  St Michel-Mavic-Auber93
- 2024 –  St Michel-Mavic-Auber93
- 2025 –  TotalEnergies